# Бауэр, Карл Эрнст
Карл Эрнст Бауэр (нем. Karl Ernst Bauer; 28 августа 1665, Гданьск — 28 августа 1719, Гданьск) — бургомистр и королевский бургграф Гданьска-Данцига.

## Биография
Сын лавника г. Данциг. С 1683 учился в Академической гимназии города. В 1685-1686 слушал лекции в университете Виадрина во Франкфурте-на-Одере. 
В 1694-1700 — член суда присяжных, в 1701—1715 — райца (советник), с  1704 — городской судья.
В 1716—1719 годах — бургомистр Данцига.
В 1707, 1711, 1715 и 1718 — королевский бургграф Данцига. 
Во время Великой Северной войны (1701-1721) проявил себя успешным дипломатом; в 1703 году результативно противостоял шведским угрозам Данцигу. 
Владел несколькими сёлами и деревнями в окрестностях города. В своём с. Мокрый Двор в 1716 году принимал посла России в Речи Посполитой князя Григория Долгорукого, здесь же остановливался российский царь Пётр Великий и польский король Август II.